# Toronto Raptors 2002-2003
ħLa stagione 2002-03 dei Toronto Raptors fu l'8ª nella NBA per la franchigia.
I Toronto Raptors arrivarono settimi nella Central Division della Eastern Conference con un record di 24-58, non qualificandosi per i play-off.

## Roster
| N° | Naz.                   | Ruolo | Sportivo         | Anno | Alt. | Peso |
| -- | ---------------------- | ----- | ---------------- | ---- | ---- | ---- |
| 1  | Stati Uniti (bandiera) | GA    | Chris Jefferies  | 1980 | 203  | 102  |
| 2  | Stati Uniti (bandiera) | G     | Voshon Lenard    | 1973 | 193  | 93   |
| 4  | Stati Uniti (bandiera) | C     | Jelani McCoy     | 1977 | 208  | 109  |
| 5  | Stati Uniti (bandiera) | A     | Michael Bradley  | 1979 | 208  | 109  |
| 7  | Stati Uniti (bandiera) | C     | Nate Huffman     | 1975 | 216  | 111  |
| 8  | Stati Uniti (bandiera) | G     | Jermaine Jackson | 1976 | 193  | 93   |
| 11 | Stati Uniti (bandiera) | G     | Lindsey Hunter   | 1970 | 188  | 77   |
| 12 | Stati Uniti (bandiera) | G     | Rafer Alston     | 1976 | 188  | 78   |
| 13 | Stati Uniti (bandiera) | A     | Jerome Williams  | 1973 | 206  | 93   |
| 14 | Stati Uniti (bandiera) | A     | Maceo Baston     | 1975 | 206  | 98   |
| 15 | Stati Uniti (bandiera) | GA    | Vince Carter     | 1977 | 201  | 98   |
| 20 | Stati Uniti (bandiera) | G     | Alvin Williams   | 1974 | 196  | 84   |
| 24 | Stati Uniti (bandiera) | A     | Morris Peterson  | 1977 | 201  | 99   |
| 32 | Senegal (bandiera)     | C     | Mamadou N'Diaye  | 1975 | 213  | 116  |
| 33 | Stati Uniti (bandiera) | AC    | Antonio Davis    | 1968 | 206  | 98   |
| 42 | Stati Uniti (bandiera) | A     | Art Long         | 1972 | 206  | 113  |
| 44 | Stati Uniti (bandiera) | AC    | Greg Foster      | 1968 | 211  | 109  |
| 54 | Stati Uniti (bandiera) | A     | Damone Brown     | 1979 | 206  | 91   |
| 54 | Stati Uniti (bandiera) | A     | Zendon Hamilton  | 1975 | 211  | 113  |

## Staff tecnico
- Allenatore: Lenny Wilkens
- Vice-allenatori: Craig Neal, Walker Russell, Jay Triano, Dick Helm